# Élections municipales de 2008 dans le Pas-de-Calais
Les élections municipales ont eu lieu les 9 et 16 mars 2008. Ces élections ont vu la progression du PS sur un nombre important de communes du département, la perte de Calais par le PCF, la défaite de Jacques Mellick à Béthune, la percée relative du FN à Hénin-Beaumont et la conservation d'îlots historiques par la droite.

## Résultats généraux
Ces élections auront été marquées dans le Pas-de-Calais par la lourde défaite du PCF dans la plus grande ville qu'il détenait encore à Calais, ville où le parti dominait depuis 1971. Natacha Bouchart a offert une grande victoire à la droite sur cette ville.
| Commune                | Maire sortant             | Parti | Parti     | Maire élu                 | Parti | Parti     |
| ---------------------- | ------------------------- | ----- | --------- | ------------------------- | ----- | --------- |
| Achicourt              | François Ménard           |       | PS        | Pascal Lachambre          |       | PS        |
| Aire-sur-la-Lys        | André Démaret             |       | UMP       | Jean-Claude Dissaux       |       | PS        |
| Annezin                | Marie-France Deleflie     |       | DVD       | Daniel Delomez            |       | PS        |
| Arques                 | Joël Duquenoy             |       | PS        | Joël Duquenoy             |       | PS        |
| Arras                  | Jean-Marie Vanlerenberghe |       | MoDem     | Jean-Marie Vanlerenberghe |       | MoDem     |
| Auchel                 | Richard Jarrett           |       | DVD       | Richard Jarrett           |       | DVD       |
| Avion                  | Jacques Robitail          |       | PCF       | Jacques Robitail          |       | PCF       |
| Barlin                 | Michel Dagbert            |       | PS        | Michel Dagbert            |       | PS        |
| Beaurains              | Pierre Ansart             |       | PS        | Pierre Ansart             |       | PS        |
| Berck                  | Bruno Cousein             |       | UMP       | Jean-Marie Krajewski      |       | PS        |
| Béthune                | Jacques Mellick           |       | PS        | Stéphane Saint-André      |       | PRG       |
| Beuvry                 | Voltaire Bouque           |       | PS        | Nadine Lefebvre           |       | PS        |
| Billy-Montigny         | Bruno Troni               |       | PCF       | Bruno Troni               |       | PCF       |
| Blendecques            | André Bultel              |       | PS        | André Bultel              |       | PS        |
| Boulogne-sur-Mer       | Frédéric Cuvillier        |       | PS        | Frédéric Cuvillier        |       | PS        |
| Bruay-la-Buissière     | Alain Wacheux             |       | PS        | Alain Wacheux             |       | PS        |
| Bully-les-Mines        | François Lemaire          |       | PS        | François Lemaire          |       | PS        |
| Calais                 | Jacky Hénin               |       | PCF       | Natacha Bouchart          |       | UMP       |
| Calonne-Ricouart       | André Delcourt            |       | PCF       | André Delcourt            |       | PCF       |
| Carvin                 | Philippe Kemel            |       | PS        | Philippe Kemel            |       | PS        |
| Coulogne               | Jean-Claude Dubut         |       | DVD       | Jean-Claude Dubut         |       | DVD       |
| Courcelles-lès-Lens    | Ernest Vendeville         |       | PS        | Ernest Vendeville         |       | PS        |
| Courrières             | Christophe Pilch          |       | PS        | Christophe Pilch          |       | PS        |
| Cucq                   | Walter Kahn               |       | UMP       | Walter Kahn               |       | UMP       |
| Dainville              | Bernard Quandalle         |       | PS        | Françoise Rossignol       |       | PS        |
| Desvres                | Gérard Pécron             |       | PS        | Gérard Pécron             |       | PS        |
| Divion                 | Danièle Seux              |       | PCF       | Danièle Seux              |       | PCF       |
| Dourges                | Amédée Gellez             |       | DVD       | Patrick Defrancq          |       | PS        |
| Douvrin                | Vincent Pasquier          |       | MRC       | Serge Gorillot            |       | PS        |
| Étaples                | Marcel Guerville          |       | PS        | Jean-Claude Baheux        |       | DVG       |
| Fouquières-lès-Lens    | Michel Bouchez            |       | PS        | Michel Bouchez            |       | PS        |
| Grenay                 | Daniel Breton             |       | PCF       | Daniel Breton             |       | PCF       |
| Guînes                 | Marc Médine               |       | PS        | Marc Médine               |       | PS        |
| Harnes                 | Yvan Druon                |       | PCF       | Philippe Duquesnoy        |       | PS        |
| Hénin-Beaumont         | Gérard Dalongeville       |       | PS        | Gérard Dalongeville       |       | PS        |
| Hersin-Coupigny        | Guy Marle                 |       | PS        | Jean-Marie Caramiaux      |       | DVD       |
| Houdain                | Daniel Dewalle            |       | PCF       | Daniel Dewalle            |       | PCF       |
| Isbergues              | Jacques Napieraj          |       | PS        | Jacques Napieraj          |       | PS        |
| Leforest               | Michel Rodrigues          |       | DVG       | Christian Musial          |       | PS        |
| Lens                   | Guy Delcourt              |       | PS        | Guy Delcourt              |       | PS        |
| Libercourt             | Daniel Maciejasz          |       | PS        | Daniel Maciejasz          |       | PS        |
| Liévin                 | Jean-Pierre Kucheida      |       | PS        | Jean-Pierre Kucheida      |       | PS        |
| Lillers                | Lucien Andriès            |       | PCF       | Lucien Andriès            |       | PCF       |
| Loison-sous-Lens       | Daniel Kruszka            |       | PS        | Daniel Kruszka            |       | PS        |
| Longuenesse            | Jean-Marie Barbier        |       | PS        | Jean-Marie Barbier        |       | PS        |
| Loos-en-Gohelle        | Jean-François Caron       |       | Les Verts | Jean-François Caron       |       | Les Verts |
| Marck                  | Serge Péron               |       | PS        | Serge Péron               |       | PS        |
| Marles-les-Mines       | Marcel Coffre             |       | PCF       | Marcel Coffre             |       | PCF       |
| Marquise               | Martial Herbert           |       | PS        | Martial Herbert           |       | PS        |
| Mazingarbe             | Bernard Urbaniak          |       | DVG       | Bernard Urbaniak          |       | DVG       |
| Méricourt              | Bernard Baude             |       | PCF       | Bernard Baude             |       | PCF       |
| Montigny-en-Gohelle    | Jean-Claude Lecamus       |       | PS        | Jean-Claude Lecamus       |       | PS        |
| Nœux-les-Mines         | Jacques Villedary         |       | PS        | Jacques Villedary         |       | PS        |
| Noyelles-Godault       | Jean Urbaniak             |       | MoDem     | Jean Urbaniak             |       | MoDem     |
| Noyelles-sous-Lens     | Hervé Janiszewski         |       | PS        | Alain Roger               |       | DVG       |
| Oignies                | Jean-Pierre Corbisez      |       | PS        | Jean-Pierre Corbisez      |       | PS        |
| Outreau                | Thérèse Guilbert          |       | PS        | Thérèse Guilbert          |       | PS        |
| Oye-Plage              | Jean-Louis Richebé        |       | DVD       | Olivier Majewicz          |       | PS        |
| Le Portel              | Laurent Feutry            |       | DVD       | Laurent Feutry            |       | DVD       |
| Rouvroy                | Jean Haja                 |       | PCF       | Jean Haja                 |       | PCF       |
| Sains-en-Gohelle       | Jean-Luc Wéry             |       | PS        | Jean-Luc Wéry             |       | PS        |
| Saint-Étienne-au-Mont  | Jean-Claude Juda          |       | PCF       | Jean-Claude Juda          |       | PCF       |
| Saint-Laurent-Blangy   | Jean-Pierre Deleury       |       | PS        | Jean-Pierre Deleury       |       | PS        |
| Saint-Martin-Boulogne  | Alain Oguer               |       | PS        | Alain Oguer               |       | PS        |
| Saint-Nicolas          | Annie Cardon              |       | PS        | Annie Cardon              |       | PS        |
| Saint-Omer             | Jean-Jacques Delvaux      |       | UMP       | Bruno Magnier             |       | PS        |
| Saint-Pol-sur-Ternoise | Maurice Louf              |       | PS        | Yves Héniart              |       | DVD       |
| Sallaumines            | Gilbert Rolos             |       | PCF       | Gilbert Rolos             |       | PCF       |
| Le Touquet-Paris-Plage | Léonce Deprez             |       | UMP       | Daniel Fasquelle          |       | UMP       |
| Vendin-le-Vieil        | Didier Hiel               |       | PS        | Didier Hiel               |       | PS        |
| Wimereux               | Francis Ruelle            |       | DVD       | Francis Ruelle            |       | DVD       |
| Wingles                | Gérard Dassonvalle        |       | PS        | Gérard Dassonvalle        |       | PS        |

## Résultats dans les villes de plus de5 000habitants du Pas-de-Calais

### Achicourt
Maire sortant : François Ménard (PS)
29 sièges à pourvoir
| Tête de liste            | Tête de liste     | Partis         | Liste                   | Premier tour | Premier tour | Second tour | Second tour | Sièges | Sièges |
| Tête de liste            | Tête de liste     | Partis         | Liste                   | Voix         | %            | Voix        | %           | Sièges | %      |
| ------------------------ | ----------------- | -------------- | ----------------------- | ------------ | ------------ | ----------- | ----------- | ------ | ------ |
|                          | Pascal Lachambre  | PS             | Union pour Achicourt    | 5 514        | 43,09        | 6 541       | 51,94       | 22     | 75,86  |
|                          | Jean-Paul Leblanc | DVG            | Achicourt Autrement     | 1 623        | 40,63        | 2 072       | 49,51       | 7      | 24,14  |
|                          | Didier Willmaet   | Les Verts      | Achicourt, un pont vert | 513          | 12,84        |             |             |        |        |
|                          |                   |                |                         |              |              |             |             |        |        |
| Inscrits                 | Inscrits          | Inscrits       | Inscrits                | 6 022        | 100,00       | 6 022       | 100,00      |        |        |
| Abstentions              | Abstentions       | Abstentions    | Abstentions             | 1 855        | 30,80        | 1 719       | 28,55       |        |        |
| Votants                  | Votants           | Votants        | Votants                 | 4 167        | 69,20        | 4 303       | 71,45       |        |        |
| Blancs et nuls           | Blancs et nuls    | Blancs et nuls | Blancs et nuls          | 172          | 4,13         | 118         | 2,74        |        |        |
| Exprimés                 | Exprimés          | Exprimés       | Exprimés                | 3 995        | 95,87        | 4 185       | 97,26       |        |        |
| * Liste du maire sortant |                   |                |                         |              |              |             |             |        |        |

Maire élu : Pascal Lachambre (PS)

### Aire-sur-la-Lys
Maire sortant : André Démaret (UMP)
29 sièges à pourvoir
| Tête de liste            | Tête de liste       | Partis         | Liste            | Premier tour | Premier tour | Second tour | Second tour | Sièges | Sièges |
| Tête de liste            | Tête de liste       | Partis         | Liste            | Voix         | %            | Voix        | %           | Sièges | %      |
| ------------------------ | ------------------- | -------------- | ---------------- | ------------ | ------------ | ----------- | ----------- | ------ | ------ |
|                          | Jean-Claude Dissaux | DVG            | Aire Autrement   | 2 016        | 41,52        | 2 556       | 50,48       | 23     | 79,31  |
|                          | André Demaret*      | DVD            | Souffle d'avenir | 1 596        | 32,87        | 1 549       | 30,59       | 4      | 13,79  |
|                          | Jean-Claude Wident  | DVG            | Désirs d'Aire    | 1243         | 25,60        | 958         | 18,92       | 2      | 7,00   |
|                          |                     |                |                  |              |              |             |             |        |        |
| Inscrits                 | Inscrits            | Inscrits       | Inscrits         | 7 437        | 100,00       | 7 437       | 100,00      |        |        |
| Abstentions              | Abstentions         | Abstentions    | Abstentions      | 2 195        | 29,51        | 2 136       | 28,72       |        |        |
| Votants                  | Votants             | Votants        | Votants          | 5 242        | 70,49        | 5 301       | 71,28       |        |        |
| Blancs et nuls           | Blancs et nuls      | Blancs et nuls | Blancs et nuls   | 387          | 7,38         | 238         | 2,49        |        |        |
| Exprimés                 | Exprimés            | Exprimés       | Exprimés         | 4 855        | 92,62        | 5 063       | 95,51       |        |        |
| * Liste du maire sortant |                     |                |                  |              |              |             |             |        |        |

Maire élu : Jean-Claude Dissaux (PS)

### Annezin
Maire sortant : Marie-France Deleflie (DVD)
29 sièges à pourvoir
| Tête de liste            | Tête de liste          | Partis         | Liste                | Premier tour | Premier tour | Sièges | Sièges |
| Tête de liste            | Tête de liste          | Partis         | Liste                | Voix         | %            | Sièges | %      |
| ------------------------ | ---------------------- | -------------- | -------------------- | ------------ | ------------ | ------ | ------ |
|                          | Daniel Delomez         | DVG            | Annezin Renouveau    | 1 520        | 51,23        | 22     | 75,86  |
|                          | Marie-France Deleflie* | DVD            | Annezin - Démocratie | 1 447        | 48,77        | 7      | 24,14  |
|                          |                        |                |                      |              |              |        |        |
| Inscrits                 | Inscrits               | Inscrits       | Inscrits             | 4 555        | 100,00       |        |        |
| Abstentions              | Abstentions            | Abstentions    | Abstentions          | 1 450        | 31,83        |        |        |
| Votants                  | Votants                | Votants        | Votants              | 3 105        | 68,17        |        |        |
| Blancs et nuls           | Blancs et nuls         | Blancs et nuls | Blancs et nuls       | 138          | 4,44         |        |        |
| Exprimés                 | Exprimés               | Exprimés       | Exprimés             | 2 967        | 95,56        |        |        |
| * Liste du maire sortant |                        |                |                      |              |              |        |        |

Maire élu : Daniel Delomez (PS)

### Arques
Maire sortant : Joël Duquenoy (PS)
29 sièges à pourvoir
| Tête de liste            | Tête de liste       | Partis         | Liste            | Premier tour | Premier tour | Sièges | Sièges |
| Tête de liste            | Tête de liste       | Partis         | Liste            | Voix         | %            | Sièges | %      |
| ------------------------ | ------------------- | -------------- | ---------------- | ------------ | ------------ | ------ | ------ |
|                          | Joël Duquenoy*      | PS             | En marche        | 2 865        | 63,89        | 24     | 82,76  |
|                          | Françoise Lambrecht | DVD            | Arques Autrement | 1 619        | 36,11        | 5      | 17,24  |
|                          |                     |                |                  |              |              |        |        |
| Inscrits                 | Inscrits            | Inscrits       | Inscrits         | 6 979        | 100,00       |        |        |
| Abstentions              | Abstentions         | Abstentions    | Abstentions      | 2 264        | 32,44        |        |        |
| Votants                  | Votants             | Votants        | Votants          | 4 715        | 67,56        |        |        |
| Blancs et nuls           | Blancs et nuls      | Blancs et nuls | Blancs et nuls   | 231          | 4,90         |        |        |
| Exprimés                 | Exprimés            | Exprimés       | Exprimés         | 4 484        | 95,10        |        |        |
| * Liste du maire sortant |                     |                |                  |              |              |        |        |

Maire élu : Joël Duquenoy (PS)

### Arras
Maire sortant : Jean-Marie Vanlerenberghe (MoDem)
43 sièges à pourvoir
| Tête de liste            | Tête de liste              | Partis         | Liste                                    | Premier tour | Premier tour | Sièges | Sièges |
| Tête de liste            | Tête de liste              | Partis         | Liste                                    | Voix         | %            | Sièges | %      |
| ------------------------ | -------------------------- | -------------- | ---------------------------------------- | ------------ | ------------ | ------ | ------ |
|                          | Jean-Marie Vanlerenberghe* | MoDem-UMP      | Arras ensemble                           | 8 195        | 51,24        | 33     | 76,74  |
|                          | Alain Fauquet              | PS             | Alain Fauquet, avec vous, Arras en mieux | 5 426        | 33,93        | 7      | 16,28  |
|                          | Alain Sellier              | Les Verts      | L'échappée belle                         | 1 533        | 9,59         | 2      | 4,65   |
|                          | Jean-Marc Maurice          | FN             | Arras, emploi, sécurité, Front National  | 838          | 5,24         | 1      | 2,33   |
|                          |                            |                |                                          |              |              |        |        |
| Inscrits                 | Inscrits                   | Inscrits       | Inscrits                                 | 26 099       | 100,00       |        |        |
| Abstentions              | Abstentions                | Abstentions    | Abstentions                              | 9 687        | 37,12        |        |        |
| Votants                  | Votants                    | Votants        | Votants                                  | 16 412       | 62,88        |        |        |
| Blancs et nuls           | Blancs et nuls             | Blancs et nuls | Blancs et nuls                           | 420          | 1,61         |        |        |
| Exprimés                 | Exprimés                   | Exprimés       | Exprimés                                 | 15 992       | 61,27        |        |        |
| * Liste du maire sortant |                            |                |                                          |              |              |        |        |

Maire élu : Jean-Marie Vanlerenberghe (MoDem)

### Auchel
Maire sortant : Richard Jarrett (DVD)
33 sièges à pourvoir
| Tête de liste            | Tête de liste      | Partis         | Liste                 | Premier tour | Premier tour | Sièges | Sièges |
| Tête de liste            | Tête de liste      | Partis         | Liste                 | Voix         | %            | Sièges | %      |
| ------------------------ | ------------------ | -------------- | --------------------- | ------------ | ------------ | ------ | ------ |
|                          | Richard Jarrett*   | DVD            | Auchel Années 2000    | 2 671        | 52,98        | 26     | 78,79  |
|                          | Christelle Fauchet | PS             | Tous unis pour Auchel | 912          | 18,09        | 3      | 9,09   |
|                          | Jean-Luc Lambert   | DVG            | Agir pour Auchel      | 763          | 15,13        | 2      | 6,06   |
|                          | Maurice Distinguin | PCF            | L'avenir, ensemble !  | 696          | 13,80        | 2      | 6,06   |
|                          |                    |                |                       |              |              |        |        |
| Inscrits                 | Inscrits           | Inscrits       | Inscrits              | 26 099       | 100,00       |        |        |
| Abstentions              | Abstentions        | Abstentions    | Abstentions           | 9 687        | 37,12        |        |        |
| Votants                  | Votants            | Votants        | Votants               | 16 412       | 62,88        |        |        |
| Blancs et nuls           | Blancs et nuls     | Blancs et nuls | Blancs et nuls        | 420          | 1,61         |        |        |
| Exprimés                 | Exprimés           | Exprimés       | Exprimés              | 15 992       | 61,27        |        |        |
| * Liste du maire sortant |                    |                |                       |              |              |        |        |

Maire élu : Richard Jarrett (DVD)

### Avion
Maire sortant : Jacques Robtail (PCF)
33 sièges à pourvoir
| Tête de liste            | Tête de liste     | Partis         | Liste              | Premier tour | Premier tour | Sièges | Sièges |
| Tête de liste            | Tête de liste     | Partis         | Liste              | Voix         | %            | Sièges | %      |
| ------------------------ | ----------------- | -------------- | ------------------ | ------------ | ------------ | ------ | ------ |
|                          | Jacques Robitail* | PCF            | Avion avec tous    | 4 720        | 76,96        | 30     | 90,91  |
|                          | Henri Lesage      | Les Verts      | Avion verte demain | 1 413        | 23,04        | 3      | 9,09   |
|                          |                   |                |                    |              |              |        |        |
| Inscrits                 | Inscrits          | Inscrits       | Inscrits           | 12 441       | 100,00       |        |        |
| Abstentions              | Abstentions       | Abstentions    | Abstentions        | 5 897        | 47,40        |        |        |
| Votants                  | Votants           | Votants        | Votants            | 6 544        | 52,60        |        |        |
| Blancs et nuls           | Blancs et nuls    | Blancs et nuls | Blancs et nuls     | 411          | 6,28         |        |        |
| Exprimés                 | Exprimés          | Exprimés       | Exprimés           | 6 133        | 93,72        |        |        |
| * Liste du maire sortant |                   |                |                    |              |              |        |        |

Maire élu : Jacques Robtail (PCF)

### Barlin
Maire sortant : Michel Dagbert (PS)
29 sièges à pourvoir
| Tête de liste            | Tête de liste        | Partis         | Liste              | Premier tour | Premier tour | Sièges | Sièges |
| Tête de liste            | Tête de liste        | Partis         | Liste              | Voix         | %            | Sièges | %      |
| ------------------------ | -------------------- | -------------- | ------------------ | ------------ | ------------ | ------ | ------ |
|                          | Michel Dagbert*      | PS             | Fidèle et Ensemble | 2 214        | 61,35        | 24     | 82,76  |
|                          | Jean-Paul Courchelle | DVG            | Avec vous          | 718          | 19,89        | 3      | 10,34  |
|                          | Jacky Mikolajczak    | DVG            | Barlin Autrement   | 677          | 18,76        | 2      | 6,90   |
|                          |                      |                |                    |              |              |        |        |
| Inscrits                 | Inscrits             | Inscrits       | Inscrits           | 5 683        | 100,00       |        |        |
| Abstentions              | Abstentions          | Abstentions    | Abstentions        | 1 809        | 31,83        |        |        |
| Votants                  | Votants              | Votants        | Votants            | 3 874        | 68,17        |        |        |
| Blancs et nuls           | Blancs et nuls       | Blancs et nuls | Blancs et nuls     | 265          | 6,84         |        |        |
| Exprimés                 | Exprimés             | Exprimés       | Exprimés           | 3 609        | 93,16        |        |        |
| * Liste du maire sortant |                      |                |                    |              |              |        |        |

Maire élu : Michel Dagbert (PS)

### Beaurains
Maire sortant : Pierre Ansart (PS)
27 sièges à pourvoir
| Tête de liste            | Tête de liste    | Partis         | Liste               | Premier tour | Premier tour | Sièges | Sièges |
| Tête de liste            | Tête de liste    | Partis         | Liste               | Voix         | %            | Sièges | %      |
| ------------------------ | ---------------- | -------------- | ------------------- | ------------ | ------------ | ------ | ------ |
|                          | Pierre Ansart*   | PS-DVG         | Beaurains pour vous | 2 103        | 74,71        | 24     | 88,88  |
|                          | Philippe Boucher | DVD            | Beaurains pour tous | 712          | 25,29        | 3      | 11,12  |
|                          |                  |                |                     |              |              |        |        |
| Inscrits                 | Inscrits         | Inscrits       | Inscrits            | 3 963        | 100,00       |        |        |
| Abstentions              | Abstentions      | Abstentions    | Abstentions         | 1 044        | 26,34        |        |        |
| Votants                  | Votants          | Votants        | Votants             | 2 919        | 73,66        |        |        |
| Blancs et nuls           | Blancs et nuls   | Blancs et nuls | Blancs et nuls      | 104          | 3,56         |        |        |
| Exprimés                 | Exprimés         | Exprimés       | Exprimés            | 2 815        | 96,44        |        |        |
| * Liste du maire sortant |                  |                |                     |              |              |        |        |

Maire élu : Pierre Ansart (PS)

### Berck
Maire sortant : Bruno Cousein (UMP)
33 sièges à pourvoir
| Tête de liste            | Tête de liste        | Partis         | Liste                   | Premier tour | Premier tour | Second tour | Second tour | Sièges | Sièges |
| Tête de liste            | Tête de liste        | Partis         | Liste                   | Voix         | %            | Voix        | %           | Sièges | %      |
| ------------------------ | -------------------- | -------------- | ----------------------- | ------------ | ------------ | ----------- | ----------- | ------ | ------ |
|                          | Jean-Marie Krajewski | PS-DVG         | De tout cœur pour Berck | 3 425        | 46,22        | 4 199       | 53,21       | 26     | 78,79  |
|                          | Bruno Cousein*       | UMP            | Ensemble                | 3 144        | 42,43        | 3 693       | 46,79       | 7      | 21,21  |
|                          | Jean-François Beraud | DVD            | Au service des Berckois | 841          | 11,35        |             |             |        |        |
|                          |                      |                |                         |              |              |             |             |        |        |
| Inscrits                 | Inscrits             | Inscrits       | Inscrits                | 10 871       | 100,00       | 10 871      | 100,00      |        |        |
| Abstentions              | Abstentions          | Abstentions    | Abstentions             | 3 247        | 29,87        | 2 724       | 25,06       |        |        |
| Votants                  | Votants              | Votants        | Votants                 | 7 624        | 70,13        | 8 147       | 74,94       |        |        |
| Blancs et nuls           | Blancs et nuls       | Blancs et nuls | Blancs et nuls          | 214          | 2,81         | 255         | 3,13        |        |        |
| Exprimés                 | Exprimés             | Exprimés       | Exprimés                | 7 410        | 97,19        | 7 892       | 96,87       |        |        |
| * Liste du maire sortant |                      |                |                         |              |              |             |             |        |        |

Maire élu : Jean-Marie Krajewski (PS)

### Béthune
Maire sortant : Jacques Mellick (PS)
35 sièges à pourvoir
| Tête de liste            | Tête de liste        | Partis         | Liste                      | Premier tour | Premier tour | Second tour | Second tour | Sièges | Sièges |
| Tête de liste            | Tête de liste        | Partis         | Liste                      | Voix         | %            | Voix        | %           | Sièges | %      |
| ------------------------ | -------------------- | -------------- | -------------------------- | ------------ | ------------ | ----------- | ----------- | ------ | ------ |
|                          | Jacques Mellick*     | PS             | Béthune revit, c'est vous! | 4 783        | 41,49        | 5 987       | 49,34       | 8      | 22,86  |
|                          | Olivier Gacquerre    | MoDem          | Béthune, notre ville       | 2 737        | 23,74        | 6 147       | 50,66       | 27     | 77,14  |
|                          | Stéphane Saint-André | PRG            | Rassembler Béthune         | 2 577        | 22,35        | 6 147       | 50,66       | 27     | 77,14  |
|                          | Bernard Seux         | MRC            | Aimer Béthune              | 1 432        | 12,42        | 6 147       | 50,66       | 27     | 77,14  |
|                          |                      |                |                            |              |              |             |             |        |        |
| Inscrits                 | Inscrits             | Inscrits       | Inscrits                   | 18 744       | 100,00       | 18 744      | 100,00      |        |        |
| Abstentions              | Abstentions          | Abstentions    | Abstentions                | 6 839        | 36,49        | 6 191       | 33,03       |        |        |
| Votants                  | Votants              | Votants        | Votants                    | 11 905       | 63,51        | 12 553      | 66,97       |        |        |
| Blancs et nuls           | Blancs et nuls       | Blancs et nuls | Blancs et nuls             | 376          | 2,01         | 419         | 2,23        |        |        |
| Exprimés                 | Exprimés             | Exprimés       | Exprimés                   | 11 529       | 61,51        | 12 134      | 64,73       |        |        |
| * Liste du maire sortant |                      |                |                            |              |              |             |             |        |        |

Maire élu : Stéphane Saint-André (PRG)

### Beuvry
Maire sortant : Voltaire Bouque (UMP)
29 sièges à pourvoir
| Tête de liste            | Tête de liste    | Partis         | Liste                    | Premier tour | Premier tour | Second tour | Second tour | Sièges | Sièges |
| Tête de liste            | Tête de liste    | Partis         | Liste                    | Voix         | %            | Voix        | %           | Sièges | %      |
| ------------------------ | ---------------- | -------------- | ------------------------ | ------------ | ------------ | ----------- | ----------- | ------ | ------ |
|                          | Nadine Lefebvre  | PS             | Beuvry ensemble          | 1 589        | 39,31        | 2 190       | 53,21       | 23     | 78,79  |
|                          | Voltaire Bouque* | DVG            | De tout cœur pour Beuvry | 1 116        | 27,61        | 1 838       | 46,79       | 6      | 21,21  |
|                          | Nicole Leleu     | DVD            | Beuvry Avenir            | 518          | 12,82        |             |             |        |        |
|                          | Dominique Josien | DVD            | Beuvry Demain j'y crois  | 516          | 12,77        |             |             |        |        |
|                          | Philippe Saffer  | DVD            | Vivre ma ville           | 303          | 7,50         |             |             |        |        |
|                          |                  |                |                          |              |              |             |             |        |        |
| Inscrits                 | Inscrits         | Inscrits       | Inscrits                 | 6 587        | 100,00       | 6 588       | 100,00      |        |        |
| Abstentions              | Abstentions      | Abstentions    | Abstentions              | 2 395        | 36,36        | 2 396       | 36,37       |        |        |
| Votants                  | Votants          | Votants        | Votants                  | 4 192        | 63,64        | 4 192       | 63,63       |        |        |
| Blancs et nuls           | Blancs et nuls   | Blancs et nuls | Blancs et nuls           | 150          | 3,58         | 164         | 3,91        |        |        |
| Exprimés                 | Exprimés         | Exprimés       | Exprimés                 | 4 042        | 96,42        | 4 028       | 96,09       |        |        |
| * Liste du maire sortant |                  |                |                          |              |              |             |             |        |        |

Maire élu : Jean-Marie Krajewski (PS)

### Billy-Montigny
Maire sortant : Bruno Troni (PCF)
29 sièges à pourvoir
| Tête de liste            | Tête de liste    | Partis         | Liste                     | Premier tour | Premier tour | Sièges | Sièges |
| Tête de liste            | Tête de liste    | Partis         | Liste                     | Voix         | %            | Sièges | %      |
| ------------------------ | ---------------- | -------------- | ------------------------- | ------------ | ------------ | ------ | ------ |
|                          | Bruno Troni*     | PCF            | Billy Montigny c'est vous | 1 835        | 52,09        | 23     | 79,31  |
|                          | Yvon-Marie Laury | DVG            | Pour un réel changement   | 1 108        | 31,45        | 4      | 13,79  |
|                          | Philippe Boucher | DVD            | Une bouffée d'oxygène     | 580          | 16,46        | 2      | 6,90   |
|                          |                  |                |                           |              |              |        |        |
| Inscrits                 | Inscrits         | Inscrits       | Inscrits                  | 5 565        | 100,00       |        |        |
| Abstentions              | Abstentions      | Abstentions    | Abstentions               | 1 822        | 32,74        |        |        |
| Votants                  | Votants          | Votants        | Votants                   | 3 743        | 67,26        |        |        |
| Blancs et nuls           | Blancs et nuls   | Blancs et nuls | Blancs et nuls            | 220          | 5,88         |        |        |
| Exprimés                 | Exprimés         | Exprimés       | Exprimés                  | 3 523        | 94,12        |        |        |
| * Liste du maire sortant |                  |                |                           |              |              |        |        |

Maire élu : Bruno Troni (PCF)

### Blendecques
Maire sortant : André Bultel (PS)
29 sièges à pourvoir
| Tête de liste            | Tête de liste  | Partis         | Liste              | Premier tour | Premier tour | Sièges | Sièges |
| Tête de liste            | Tête de liste  | Partis         | Liste              | Voix         | %            | Sièges | %      |
| ------------------------ | -------------- | -------------- | ------------------ | ------------ | ------------ | ------ | ------ |
|                          | André Bultel*  | PS             | Liste d'union      | 1 755        | 68,82        | 25     | 86,21  |
|                          | Edmond Deroi   | DVD            | Blendecques demain | 795          | 31,18        | 4      | 17,24  |
|                          |                |                |                    |              |              |        |        |
| Inscrits                 | Inscrits       | Inscrits       | Inscrits           | 3 945        | 100,00       |        |        |
| Abstentions              | Abstentions    | Abstentions    | Abstentions        | 1 237        | 31,36        |        |        |
| Votants                  | Votants        | Votants        | Votants            | 2 708        | 68,64        |        |        |
| Blancs et nuls           | Blancs et nuls | Blancs et nuls | Blancs et nuls     | 158          | 5,83         |        |        |
| Exprimés                 | Exprimés       | Exprimés       | Exprimés           | 2 550        | 94,17        |        |        |
| * Liste du maire sortant |                |                |                    |              |              |        |        |

Maire élu : André Bultel (PS)

### Boulogne-sur-Mer
Maire sortant : Frédéric Cuvillier (PS)
43 sièges à pourvoir
| Tête de liste            | Tête de liste       | Partis               | Liste                                          | Premier tour | Premier tour | Sièges | Sièges |
| Tête de liste            | Tête de liste       | Partis               | Liste                                          | Voix         | %            | Sièges | %      |
| ------------------------ | ------------------- | -------------------- | ---------------------------------------------- | ------------ | ------------ | ------ | ------ |
|                          | Frédéric Cuvillier* | PS-PCF-Les Verts-MRC | Avec Frédéric Cuvillier, je vote pour Boulogne | 10 894       | 71,61        | 38     | 88,37  |
|                          | Richard Honvault    | NC-PCD-LGM           | Nouvelle énergie pour Boulogne                 | 1 934        | 12,71        | 3      | 6,98   |
|                          | Annick Valla        | UMP                  | Ensemble pour faire gagner Boulogne            | 1 249        | 8,21         | 1      | 2,33   |
|                          | Grégory Suslamare   | MoDem                | Boulogne gagnante                              | 1 136        | 7,47         | 1      | 2,33   |
|                          |                     |                      |                                                |              |              |        |        |
| Inscrits                 | Inscrits            | Inscrits             | Inscrits                                       | 28 243       | 100,00       |        |        |
| Abstentions              | Abstentions         | Abstentions          | Abstentions                                    | 12 528       | 44,36        |        |        |
| Votants                  | Votants             | Votants              | Votants                                        | 15 715       | 55,64        |        |        |
| Blancs et nuls           | Blancs et nuls      | Blancs et nuls       | Blancs et nuls                                 | 502          | 1,78         |        |        |
| Exprimés                 | Exprimés            | Exprimés             | Exprimés                                       | 15 213       | 53,86        |        |        |
| * Liste du maire sortant |                     |                      |                                                |              |              |        |        |

Maire élu : Frédéric Cuvillier (PS)

### Bruay-la-Buissière
Maire sortant : Alain Wacheux (PS)
35 sièges à pourvoir
| Tête de liste            | Tête de liste  | Partis         | Liste              | Premier tour | Premier tour | Sièges | Sièges |
| Tête de liste            | Tête de liste  | Partis         | Liste              | Voix         | %            | Sièges | %      |
| ------------------------ | -------------- | -------------- | ------------------ | ------------ | ------------ | ------ | ------ |
|                          | Alain Wacheux* | PS-DVG         | Bruay en mieux     | 5 981        | 73,22        | 31     | 88,57  |
|                          | Lisette Sudic  | Les Verts      | Citoyenne écologie | 2 187        | 26,78        | 4      | 11,43  |
|                          |                |                |                    |              |              |        |        |
| Inscrits                 | Inscrits       | Inscrits       | Inscrits           | 16 223       | 100,00       |        |        |
| Abstentions              | Abstentions    | Abstentions    | Abstentions        | 7 348        | 45,29        |        |        |
| Votants                  | Votants        | Votants        | Votants            | 8 875        | 54,71        |        |        |
| Blancs et nuls           | Blancs et nuls | Blancs et nuls | Blancs et nuls     | 707          | 7,97         |        |        |
| Exprimés                 | Exprimés       | Exprimés       | Exprimés           | 8 168        | 92,03        |        |        |
| * Liste du maire sortant |                |                |                    |              |              |        |        |

Maire élu : Alain Wacheux (PS)

### Bully-les-Mines
Maire sortant : Michel Vancaille (PS)
33 sièges à pourvoir
| Tête de liste            | Tête de liste      | Partis         | Liste                   | Premier tour | Premier tour | Sièges | Sièges |
| Tête de liste            | Tête de liste      | Partis         | Liste                   | Voix         | %            | Sièges | %      |
| ------------------------ | ------------------ | -------------- | ----------------------- | ------------ | ------------ | ------ | ------ |
|                          | François Lemaire*  | PS             | Bully ensemble          | 3 714        | 72,25        | 29     | 93,55  |
|                          | Daniel Gosselin    | DVD            | Bully pour vous         | 821          | 15,97        | 2      | 3,225  |
|                          | Muguette Happiette | PCF            | Renaissance bullygeoise | 606          | 11,79        | 2      | 3,225  |
|                          |                    |                |                         |              |              |        |        |
| Inscrits                 | Inscrits           | Inscrits       | Inscrits                | 9 226        | 100,00       |        |        |
| Abstentions              | Abstentions        | Abstentions    | Abstentions             | 3 823        | 41,44        |        |        |
| Votants                  | Votants            | Votants        | Votants                 | 5 403        | 58,56        |        |        |
| Blancs et nuls           | Blancs et nuls     | Blancs et nuls | Blancs et nuls          | 261          | 4,83         |        |        |
| Exprimés                 | Exprimés           | Exprimés       | Exprimés                | 5 142        | 95,17        |        |        |
| * Liste du maire sortant |                    |                |                         |              |              |        |        |

Maire élu : Michel Vancaille (PS)

### Calais
Maire sortant :  Jacky Hénin (PCF)
49 sièges à pourvoir
| Tête de liste            | Tête de liste       | Partis         | Liste                                              | Premier tour | Premier tour | Second tour | Second tour | Sièges | Sièges |
| Tête de liste            | Tête de liste       | Partis         | Liste                                              | Voix         | %            | Voix        | %           | Sièges | %      |
| ------------------------ | ------------------- | -------------- | -------------------------------------------------- | ------------ | ------------ | ----------- | ----------- | ------ | ------ |
|                          | Jacky Hénin*        | PCF-PS         | Oui pour Calais avec Jacky Hénin                   | 10 810       | 37,70        | 14 723      | 45,98       | 11     | 22,45  |
|                          | Natacha Bouchart    | UMP-MoDem-NC   | Liste d'ouverture populaire et sociale             | 10 424       | 36,36        | 17 294      | 54,02       | 38     | 77,55  |
|                          | François Dubout     | FN             | Réveilles toi Calais avant qu'il ne soit trop tard | 3 540        | 12,35        | 0           | 0,00        | 0      | 0,00   |
|                          | Catherine Bourgeois | Les Verts      | Liste verte, citoyenne et solidaire                | 1 541        | 5,37         |             |             |        |        |
|                          | Laurent Roussel     | LCR            | Notre ville vaut plus que leurs profits            | 1 373        | 4,79         |             |             |        |        |
|                          | Dominique Wailly    | LO             | Lutte ouvrière                                     | 983          | 3,43         |             |             |        |        |
|                          |                     |                |                                                    |              |              |             |             |        |        |
| Inscrits                 | Inscrits            | Inscrits       | Inscrits                                           | 52 450       | 100,00       | 52 444      | 100,00      |        |        |
| Abstentions              | Abstentions         | Abstentions    | Abstentions                                        | 22 510       | 42,92        | 18 970      | 36,17       |        |        |
| Votants                  | Votants             | Votants        | Votants                                            | 29 940       | 57,08        | 33 474      | 63,83       |        |        |
| Blancs et nuls           | Blancs et nuls      | Blancs et nuls | Blancs et nuls                                     | 1 269        | 2,42         | 1 457       | 2,78        |        |        |
| Exprimés                 | Exprimés            | Exprimés       | Exprimés                                           | 28 671       | 54,66        | 32 017      | 61,05       |        |        |
| * Liste du maire sortant |                     |                |                                                    |              |              |             |             |        |        |

Maire élue : Natacha Bouchart (UMP)

### Carvin
Maire sortant : Philippe Kemel (PS)
33 sièges à pourvoir
| Tête de liste            | Tête de liste      | Partis         | Liste                                   | Premier tour | Premier tour | Sièges | Sièges |
| Tête de liste            | Tête de liste      | Partis         | Liste                                   | Voix         | %            | Sièges | %      |
| ------------------------ | ------------------ | -------------- | --------------------------------------- | ------------ | ------------ | ------ | ------ |
|                          | Philippe Kemel*    | PS             | Carvin, la ville du bien vivre ensemble | 4 123        | 50,81        | 26     | 78,79  |
|                          | Odette Dauchet     | PCF            | Pour vous, avec vous.                   | 2 922        | 36,01        | 6      | 18,18  |
|                          | Gérard Fougnie     | UMP            | Carvin gagnant                          | 670          | 8,26         | 1      | 3,03   |
|                          | Monique Delevallet | FN             | Pour un renouveau carvinois             | 399          | 4,92         |        |        |
|                          |                    |                |                                         |              |              |        |        |
| Inscrits                 | Inscrits           | Inscrits       | Inscrits                                | 12 237       | 100,00       |        |        |
| Abstentions              | Abstentions        | Abstentions    | Abstentions                             | 3 899        | 31,86        |        |        |
| Votants                  | Votants            | Votants        | Votants                                 | 8 338        | 68,14        |        |        |
| Blancs et nuls           | Blancs et nuls     | Blancs et nuls | Blancs et nuls                          | 224          | 1,83         |        |        |
| Exprimés                 | Exprimés           | Exprimés       | Exprimés                                | 8 114        | 66,31        |        |        |
| * Liste du maire sortant |                    |                |                                         |              |              |        |        |

Maire élu : Philippe Kemel (PS)

### Desvres
Maire sortant : Gérard Pécron (PS)
29 sièges à pourvoir
| Tête de liste            | Tête de liste  | Partis         | Liste                | Premier tour | Premier tour | Sièges | Sièges |
| Tête de liste            | Tête de liste  | Partis         | Liste                | Voix         | %            | Sièges | %      |
| ------------------------ | -------------- | -------------- | -------------------- | ------------ | ------------ | ------ | ------ |
|                          | Gérard Pécron* | PS-PCF         | Bien vivre à Desvres | 1 796        | 100,00       | 29     | 100,00 |
|                          |                |                |                      |              |              |        |        |
| Inscrits                 | Inscrits       | Inscrits       | Inscrits             | 3 709        | 100,00       |        |        |
| Abstentions              | Abstentions    | Abstentions    | Abstentions          | 1 310        | 35,32        |        |        |
| Votants                  | Votants        | Votants        | Votants              | 2 399        | 64,68        |        |        |
| Blancs et nuls           | Blancs et nuls | Blancs et nuls | Blancs et nuls       | 603          | 16,26        |        |        |
| Exprimés                 | Exprimés       | Exprimés       | Exprimés             | 1 796        | 48,42        |        |        |
| * Liste du maire sortant |                |                |                      |              |              |        |        |

Maire élu : Gérard Pécron (PS)

### Hénin-Beaumont
Maire sortant : Gérard Dalongeville (PS)
35 sièges à pourvoir
| Tête de liste            | Tête de liste        | Partis         | Liste                              | Premier tour | Premier tour | Second tour | Second tour | Sièges | Sièges |
| Tête de liste            | Tête de liste        | Partis         | Liste                              | Voix         | %            | Voix        | %           | Sièges | %      |
| ------------------------ | -------------------- | -------------- | ---------------------------------- | ------------ | ------------ | ----------- | ----------- | ------ | ------ |
|                          | Gérard Dalongeville* | PS-PCF-MRC-PRG | Hénin-Beaumont une ville pour tous | 5 514        | 43,09        | 6 541       | 51,94       | 27     | 77,14  |
|                          | Steeve Briois        | FN             | Hénin-Beaumont pour vous           | 3 650        | 28,53        | 3 630       | 28,83       | 5      | 14,29  |
|                          | Daniel Duquenne      | DVG            | Hénin-Beaumont au cœur             | 2 385        | 18,64        | 2 422       | 19,23       | 3      | 8,57   |
|                          | Laurent Bocquet      | UMP            | Ensemble pour Hénin-Beaumont       | 702          | 5,49         |             |             |        |        |
|                          | Stéphane Fraccola    | LCR            | LCR 100 % à gauche                 | 544          | 4,25         |             |             |        |        |
|                          |                      |                |                                    |              |              |             |             |        |        |
| Inscrits                 | Inscrits             | Inscrits       | Inscrits                           | 19 320       | 100,00       | 19 320      | 100,00      |        |        |
| Abstentions              | Abstentions          | Abstentions    | Abstentions                        | 6 226        | 32,23        | 6 433       | 33,30       |        |        |
| Votants                  | Votants              | Votants        | Votants                            | 13 094       | 67,77        | 12 887      | 66,70       |        |        |
| Blancs et nuls           | Blancs et nuls       | Blancs et nuls | Blancs et nuls                     | 299          | 1,55         | 294         | 1,52        |        |        |
| Exprimés                 | Exprimés             | Exprimés       | Exprimés                           | 12 795       | 66,23        | 12 593      | 65,18       |        |        |
| * Liste du maire sortant |                      |                |                                    |              |              |             |             |        |        |

Maire élu : Gérard Dalongeville (PS)

### Leforest
Maire sortant : Michel Rodrigues (DVG)
29 sièges à pourvoir
| Tête de liste            | Tête de liste     | Partis               | Liste                              | Premier tour | Premier tour | Second tour | Second tour | Sièges | Sièges |
| Tête de liste            | Tête de liste     | Partis               | Liste                              | Voix         | %            | Voix        | %           | Sièges | %      |
| ------------------------ | ----------------- | -------------------- | ---------------------------------- | ------------ | ------------ | ----------- | ----------- | ------ | ------ |
|                          | Michel Rodrigues* | DVG                  | Continuer ensemble Leforest Demain | 1 334        | 43,23        | 1 602       | 46,84       | 7      | 24,14  |
|                          | Christian Musial  | PS-Les Verts-PRG-MRC | Avec vous, pour Leforest !         | 1 325        | 42,94        | 1 818       | 53,16       | 22     | 75,86  |
|                          | Dominique Morelle | PCF                  | Tous ensemble pour Leforest        | 3 540        | 12,35        | 1 818       | 53,16       | 22     | 75,86  |
|                          |                   |                      |                                    |              |              |             |             |        |        |
| Inscrits                 | Inscrits          | Inscrits             | Inscrits                           | 5 074        | 100,00       | 5 060       | 100,00      |        |        |
| Abstentions              | Abstentions       | Abstentions          | Abstentions                        | 1 818        | 35,83        | 1 544       | 30,51       |        |        |
| Votants                  | Votants           | Votants              | Votants                            | 3 256        | 64,17        | 3 516       | 69,49       |        |        |
| Blancs et nuls           | Blancs et nuls    | Blancs et nuls       | Blancs et nuls                     | 170          | 3,35         | 96          | 1,90        |        |        |
| Exprimés                 | Exprimés          | Exprimés             | Exprimés                           | 3 086        | 60,82        | 3 420       | 67,59       |        |        |
| * Liste du maire sortant |                   |                      |                                    |              |              |             |             |        |        |

Maire élu : Christian Musial (PS)

### Lens
Maire sortant : Guy Delcourt (PS)
39 sièges à pourvoir
| Tête de liste            | Tête de liste       | Partis          | Liste                                | Premier tour | Premier tour | Second tour | Second tour | Sièges | Sièges |
| Tête de liste            | Tête de liste       | Partis          | Liste                                | Voix         | %            | Voix        | %           | Sièges | %      |
| ------------------------ | ------------------- | --------------- | ------------------------------------ | ------------ | ------------ | ----------- | ----------- | ------ | ------ |
|                          | Guy Delcourt*       | PS              | Unis pour Lens aujourd'hui et demain | 5 773        | 47,22        | 5 780       | 48,37       | 30     | 76,92  |
|                          | Béatrice Permuy     | UMP             | Lens, c'est vous                     | 2 251        | 18,41        | 2 256       | 18,88       | 4      | 10,26  |
|                          | Annie Saint-Arnould | DVG             | Lens à gauche, pour un autre avenir  | 1 552        | 12,70        | 1 431       | 11,97       | 2      | 5,13   |
|                          | Naceira Vincent     | Les Verts-MoDem | Atout lensois                        | 1 286        | 10,52        | 1 393       | 11,66       | 2      | 5,13   |
|                          | Jean-Michel Humez   | PCF-LO          | Lens pour tout-te-s                  | 1 363        | 11,15        | 1 090       | 9,12        | 1      | 2,56   |
|                          |                     |                 |                                      |              |              |             |             |        |        |
| Inscrits                 | Inscrits            | Inscrits        | Inscrits                             | 52 450       | 100,00       | 52 444      | 100,00      |        |        |
| Abstentions              | Abstentions         | Abstentions     | Abstentions                          | 22 510       | 42,92        | 18 970      | 36,17       |        |        |
| Votants                  | Votants             | Votants         | Votants                              | 29 940       | 57,08        | 33 474      | 63,83       |        |        |
| Blancs et nuls           | Blancs et nuls      | Blancs et nuls  | Blancs et nuls                       | 1 269        | 2,42         | 1 457       | 2,78        |        |        |
| Exprimés                 | Exprimés            | Exprimés        | Exprimés                             | 28 671       | 54,66        | 32 017      | 61,05       |        |        |
| * Liste du maire sortant |                     |                 |                                      |              |              |             |             |        |        |

Maire élu : Guy Delcourt (PS)

### Liévin
Maire Sortant : Jean-Pierre Kucheida (PS)
39 sièges à pourvoir
| Tête de liste            | Tête de liste         | Partis                  | Liste                             | Premier tour | Premier tour | Sièges | Sièges |
| Tête de liste            | Tête de liste         | Partis                  | Liste                             | Voix         | %            | Sièges | %      |
| ------------------------ | --------------------- | ----------------------- | --------------------------------- | ------------ | ------------ | ------ | ------ |
|                          | Jean-Pierre Kucheida* | PS-PCF-Les Verts-LO-MRC | Agir ensemble pour Liévin         | 9 389        | 74,81        | 35     | 89,74  |
|                          | Frédéric Lamand       | UMP                     | Ensemble pour faire gagner Liévin | 1 772        | 14,12        | 2      | 5,13   |
|                          | Jacques Lacaze        | PRCF                    | Liévin franchement à gauche       | 1 390        | 11,07        | 2      | 5,13   |
|                          |                       |                         |                                   |              |              |        |        |
| Inscrits                 | Inscrits              | Inscrits                | Inscrits                          | 22 959       | 100,00       |        |        |
| Abstentions              | Abstentions           | Abstentions             | Abstentions                       | 9 729        | 42,37        |        |        |
| Votants                  | Votants               | Votants                 | Votants                           | 13 230       | 57,62        |        |        |
| Blancs et nuls           | Blancs et nuls        | Blancs et nuls          | Blancs et nuls                    | 679          | 2,96         |        |        |
| Exprimés                 | Exprimés              | Exprimés                | Exprimés                          | 12 551       | 54,67        |        |        |
| * Liste du maire sortant |                       |                         |                                   |              |              |        |        |

Maire élu : Jean-Pierre Kucheida (PS)

### Longuenesse
Maire sortant : Jean-Marie Barbier (PS)
33 sièges à pourvoir
| Tête de liste            | Tête de liste       | Partis         | Liste                                   | Premier tour | Premier tour | Sièges | Sièges |
| Tête de liste            | Tête de liste       | Partis         | Liste                                   | Voix         | %            | Sièges | %      |
| ------------------------ | ------------------- | -------------- | --------------------------------------- | ------------ | ------------ | ------ | ------ |
|                          | Jean-Marie Barbier* | PS-PCF         | Pour le bien-être dans notre ville      | 3 325        | 71,29        | 29     | 87,88  |
|                          | Philippe Petitpré   | DVD            | Au service de Longuenesse               | 849          | 18,20        | 3      | 09,09  |
|                          | Bernard Depoilly    | DVG            | Votre quotidien, c'est notre engagement | 490          | 10,51        | 1      | 03,03  |
|                          |                     |                |                                         |              |              |        |        |
| Inscrits                 | Inscrits            | Inscrits       | Inscrits                                | 8 050        | 100,00       |        |        |
| Abstentions              | Abstentions         | Abstentions    | Abstentions                             | 3 112        | 38,66        |        |        |
| Votants                  | Votants             | Votants        | Votants                                 | 4 938        | 61,34        |        |        |
| Blancs et nuls           | Blancs et nuls      | Blancs et nuls | Blancs et nuls                          | 274          | 03,40        |        |        |
| Exprimés                 | Exprimés            | Exprimés       | Exprimés                                | 4 664        | 57,94        |        |        |
| * Liste du maire sortant |                     |                |                                         |              |              |        |        |

Maire élu : Jean-Marie Barbier (PS)

### Loos-en-Gohelle
Maire sortant : Jean-François Caron (Les Verts)
29 sièges à pourvoir
| Tête de liste            | Tête de liste        | Partis               | Liste                                           | Premier tour | Premier tour | Sièges | Sièges |
| Tête de liste            | Tête de liste        | Partis               | Liste                                           | Voix         | %            | Sièges | %      |
| ------------------------ | -------------------- | -------------------- | ----------------------------------------------- | ------------ | ------------ | ------ | ------ |
|                          | Jean-François Caron* | Les Verts-PS-PRG-MRC | Pour Loos-en-Gohelle, allons plus loin ensemble | 2 543        | 82,09        | 27     | 93,10  |
|                          | Charles Bailliet     | UMP                  | Tous ensemble pour Loos-en-Gohelle              | 555          | 17,91        | 2      | 6,90   |
|                          |                      |                      |                                                 |              |              |        |        |
| Inscrits                 | Inscrits             | Inscrits             | Inscrits                                        | 5 309        | 100,00       |        |        |
| Abstentions              | Abstentions          | Abstentions          | Abstentions                                     | 1 955        | 36,82        |        |        |
| Votants                  | Votants              | Votants              | Votants                                         | 3 354        | 63,18        |        |        |
| Blancs et nuls           | Blancs et nuls       | Blancs et nuls       | Blancs et nuls                                  | 256          | 4,82         |        |        |
| Exprimés                 | Exprimés             | Exprimés             | Exprimés                                        | 3 098        | 58,35        |        |        |
| * Liste du maire sortant |                      |                      |                                                 |              |              |        |        |

Maire élu : Jean-François Caron (Les Verts)

### Rouvroy
Maire sortant : Jean Haja (PCF)
29 sièges à pourvoir
| Tête de liste            | Tête de liste  | Partis         | Liste                                           | Premier tour | Premier tour | Sièges | Sièges |
| Tête de liste            | Tête de liste  | Partis         | Liste                                           | Voix         | %            | Sièges | %      |
| ------------------------ | -------------- | -------------- | ----------------------------------------------- | ------------ | ------------ | ------ | ------ |
|                          | Jean Haja*     | PCF-PS         | Vivre et agir ensemble pour l'avenir de Rouvroy | 3 318        | 100,00       | 29     | 100,00 |
|                          |                |                |                                                 |              |              |        |        |
| Inscrits                 | Inscrits       | Inscrits       | Inscrits                                        | 6 860        | 100,00       |        |        |
| Abstentions              | Abstentions    | Abstentions    | Abstentions                                     | 2 944        | 42,91        |        |        |
| Votants                  | Votants        | Votants        | Votants                                         | 3 916        | 57,08        |        |        |
| Blancs et nuls           | Blancs et nuls | Blancs et nuls | Blancs et nuls                                  | 598          | 8,72         |        |        |
| Exprimés                 | Exprimés       | Exprimés       | Exprimés                                        | 3 318        | 48,37        |        |        |
| * Liste du maire sortant |                |                |                                                 |              |              |        |        |

Maire élu : Jean Haja (PCF)

### Saint-Omer
Maire sortant : Jean-Jacques Delvaux (UMP)
33 sièges à pourvoir
| Tête de liste            | Tête de liste         | Partis         | Liste                      | Premier tour | Premier tour | Second tour | Second tour | Sièges | Sièges |
| Tête de liste            | Tête de liste         | Partis         | Liste                      | Voix         | %            | Voix        | %           | Sièges | %      |
| ------------------------ | --------------------- | -------------- | -------------------------- | ------------ | ------------ | ----------- | ----------- | ------ | ------ |
|                          | Bruno Magnier         | PS             | Saint-Omer, pôle d'avenir  | 2 454        | 42,55        | 3 483       | 57,76       | 26     | 78,79  |
|                          | Jean-Jacques Delvaux* | UMP-NC         | Saint-Omer au cœur         | 2 358        | 40,89        | 2 547       | 42,24       | 7      | 21,21  |
|                          | Muriel Volle          | MoDem          | Saint-Omer, un nouvel élan | 955          | 16,56        | 0           | 0,00        | 0      | 0,00   |
|                          |                       |                |                            |              |              |             |             |        |        |
| Inscrits                 | Inscrits              | Inscrits       | Inscrits                   | 9 874        | 100,00       | 9 874       | 100,00      |        |        |
| Abstentions              | Abstentions           | Abstentions    | Abstentions                | 3 853        | 39,02        | 3 675       | 37,22       |        |        |
| Votants                  | Votants               | Votants        | Votants                    | 6 021        | 60,98        | 6 199       | 62,78       |        |        |
| Blancs et nuls           | Blancs et nuls        | Blancs et nuls | Blancs et nuls             | 254          | 2,57         | 169         | 1,71        |        |        |
| Exprimés                 | Exprimés              | Exprimés       | Exprimés                   | 5 767        | 58,41        | 6 030       | 61,07       |        |        |
| * Liste du maire sortant |                       |                |                            |              |              |             |             |        |        |

Maire élu : Bruno Magnier (PS)